# Maja Pantić

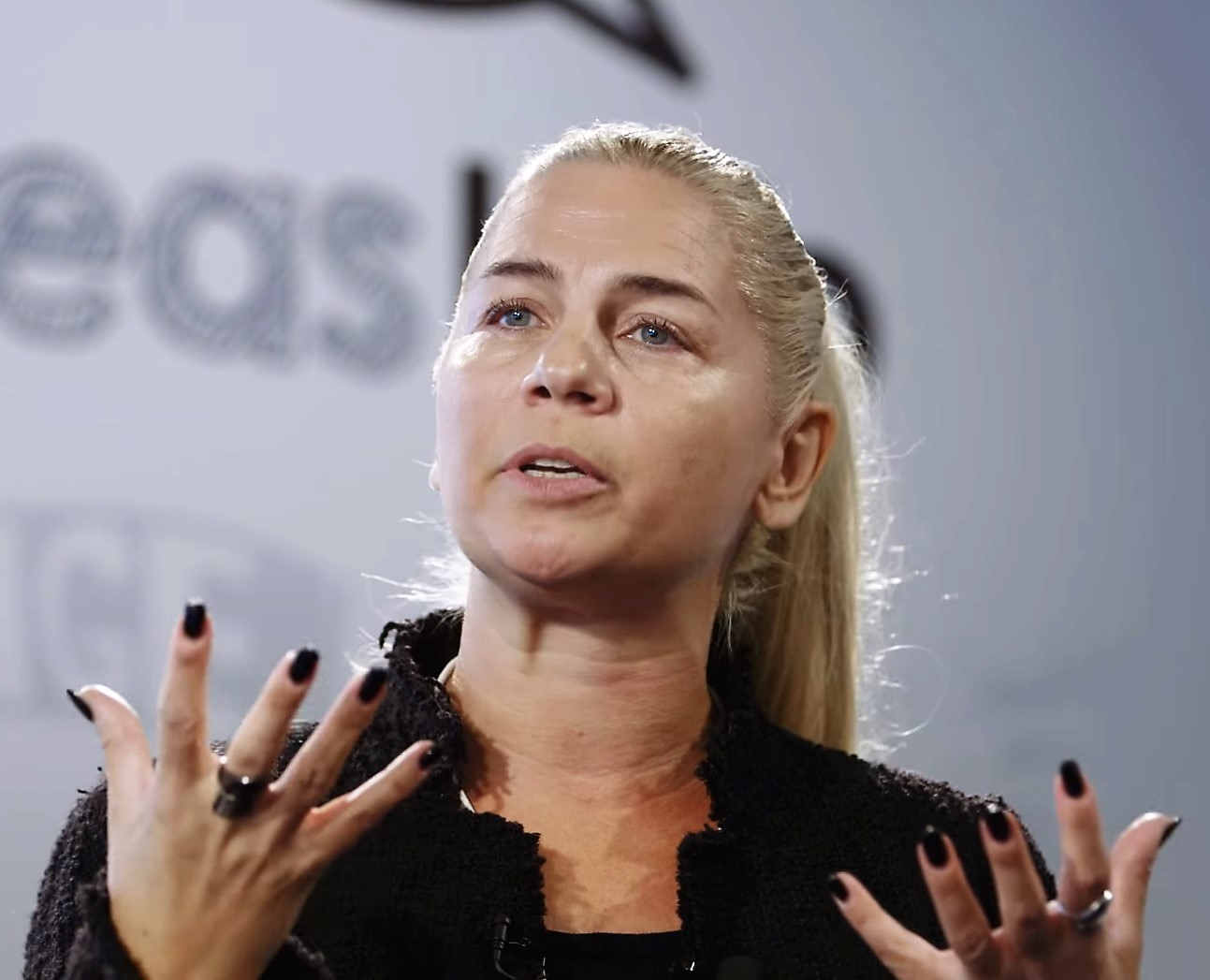
Maja Pantic beim Weltwirtschaftsforum, 2016

Maja Pantić (serbisch kyrillisch: Маја Пантић) (* 13. April 1970 in Belgrad, Jugoslawien) ist eine serbische Informatikerin und Professorin am Imperial College London. Sie ist wissenschaftliche Leiterin der Forschung über künstliche Intelligenz bei Facebook in London. Zuvor war sie Professorin an der Universität Twente und Forschungsleiterin des Samsung AI Lab in Cambridge.
Sie ist Expertin für das maschinelle Verstehen menschlichen Verhaltens. Es schließt die visuelle Erkennung menschlichen Verhaltens wie Mimik und Gestik sowie die multimodalen Analyse menschlicher Verhaltensweisen wie Lachen, sozialer Signale und affektiver Zustände ein.

## Studium
Maja Pantić studierte Mathematik an der Universität Belgrad und zog dann 1992 in die Niederlande, um Informatik zu studieren. An der Technischen Universität Delft erwarb sie 1995 einen Bachelor und 1997 einen Master in künstlicher Intelligenz. Maja Pantić promovierte 2001 an der Technischen Universität Delft zum Thema „Facial expression analysis by computational intelligence techniques“. Von 2001 bis 2005 war sie außerordentliche Professorin in Delft, wo sie eine von nur zwei Frauen unter 300 Professoren im Bereich Elektrotechnik war. Im Jahr 2002 erhielt sie ein Junior-Stipendium der Niederländische Organisation für wissenschaftliche Forschung (NWO Veni) und wurde als eine der sieben besten jungen Forscher in den Niederlanden ausgezeichnet. Im Jahr 2005 wechselte sie als Gastprofessorin in das Face Lab von Takeo Kanade an der Carnegie Mellon University.

## Forschung
Maja Pantić ist Expertin für die maschinelle Analyse der menschlichen nonverbalen Kommunikation. Seit 2006 arbeitet sie in der Abteilung für Informatik des Imperial College London. Im Jahr 2007 veröffentlichte sie zusammen mit Thomas S. Huang, Anton Nijholt und Alex Pentland das Buch „Artifical intelligence for Human Computing“. Im Jahr 2008 erhielt sie ein ERC Starting Grant des Europäischen Forschungsrats für ihre Forschung zur Machine Analysis of Human Naturalistic Behavior  (MAHNOB). Zu der Zeit, als das MAHNOB-Team seine Arbeit aufnahm, konnten Werkzeuge für die Analyse menschlichen Verhaltens nur mit übertriebener Mimik umgehen.
Im Jahr 2010 wurde sie zur Professorin am Imperial College ernannt. Sie ist Leiterin der Intelligent Behaviour Understanding Group (iBug) am Imperial College London.
Im Jahr 2012 präsentierte sie „Human-centered Computing“ bei „T100: One Hundred Years from the birth of Alan Turing“ in der Royal Society of Edinburgh.
Pantić interessiert sich für den Einsatz von künstlicher Intelligenz und maschinellem Lernen in folgenden Applikationen: 
- Betreutes Wohnen für ältere Menschen: 2017 leistete Maja Pantić einen Beitrag zur Channel 4-Fernsehsendung „Old People's Home for 4 Year Olds“[14]
- Gesundheitswesen
- Autismus[15]
- Fahrerlose Autos: Im Jahr 2017 leistete Maja Pantić einen Beitrag zur öffentlichen Diskussion über den tödlichen Tesla-Unfall[16]

Maja Pantić hat mehr als 150 Fachartikel in den Bereichen der maschinellen Analyse von Gesichtsausdrücken und menschlicher Körpergesten, der audiovisuellen Analyse von Emotionen und sozialen Signalen sowie der Mensch-Computer-Interaktion veröffentlicht. Ihre Arbeiten wurden mehr als 7300 Mal zitiert, und sie hat bei zahlreichen Konferenzen in ihren Fachgebieten als Hauptrednerin, Vorsitzende und Mitvorsitzende sowie als Mitglied des Organisations- und Programmausschusses fungiert.
Im Jahr 2020 wurde Maja Pantić zum AI Scientific Research Lead bei Facebook London ernannt.

## Anerkennung und öffentliches Engagement
Im Jahr 2011 erhielt Maja Pantić den Roger Needham Award der British Computer Society.
Im Jahr 2012 wurde Maja Pantić zum Fellow des Institute of Electrical and Electronics Engineers (IEEE) ernannt, weil sie einen Beitrag zum automatischen Verstehen menschlichen Verhaltens und zum Affektiven Computing geleistet hat.
Im Jahr 2016 wurde sie zum Fellow der International Association for Pattern Recognition (IAPR) ernannt.
Sie ist die Chefredakteurin des Image and Vision Computing Journal (IVCJ). Sie ist die wissenschaftliche Beraterin von Real Eyes. Sie ist Mitglied des Strategy and Science Board of Advisors des globalen Marktforschungsunternehmens Ipsos.
Im Jahr 2019 wurde Maja Pantić zum Fellow der Royal Academy of Engineering gewählt.
Maja Pantić spricht regelmäßig in den nationalen Medien über ihre Forschung. Sie ist eine Fürsprecherin für Frauen in der Informatik. Im Jahr 2016 war sie bei Charlie Rose in der CBS-Sendung 60 Minutes zu Gast und sprach über künstliche Intelligenz und Emotionsmessung. Im selben Jahr wurde sie von der Zeitschrift Nature ausgewählt, um auf dem Weltwirtschaftsforum in Davos „Machines That Can Read Human Emotions“ zu präsentieren. 2017 nahm sie an einer Guardian Live-Veranstaltung mit dem Titel „Brainwaves, How Artificial Intelligence will change the world“ teil.